# رز لطیف
رز لطیف(نام علمی: Rosa blanda) نام یک گونه از سرده رز است.